# Alcool de vératryle
L'alcool de vératryle est un composé aromatique de formule chimique HOCH2C6H3(OCH3)2. Il est structurellement apparenté au vératrole et à l'alcool benzylique. On peut le produire par réduction du vératraldéhyde OHCC6H3(OCH3)2. Le vératrole est un précurseur de la synthèse de cyclotrivératrylène, utilisé en chimie hôte-invité.

## Usage détourné et récréatif
L'alcool de vératryle est utilisé à but récréatif sous forme d'isomère synthétique, le plus communément sous le nom de VOA. La drogue se présente sous forme liquide, souvent colorée et aromatisée. 
Elle agit comme tout type de boisson alcoolisée sur le système de transmission cérébral. Les effets recherchés sont principalement une sensation d'euphorie et de plaisir. Bien que son potentiel alcoolémique soit environ estimé cent fois supérieur à celui de l'alcool dit de boisson, son utilisation en faible quantité ne représente pas de dangers particuliers et les effets secondaires sont les mêmes que ce dernier. 
Son utilisation très récente et son caractère synthétique fait qu'elle n'est pas encore répertoriée dans la Classification des psychotropes. En effet, ses premières mises en vente ne s'observent que depuis quelques années, le plus souvent sur les réseaux de vente illégales, de type Darknet.